# SM Tb 87 F
SM Tb 87 F – austro-węgierski torpedowiec z okresu I wojny światowej typu Tb 82 F. Po wojnie służył w marynarce Jugosławii pod nazwą T 5. Podczas II wojny światowej służył w marynarce włoskiej, po czym w dalszym ciągu służył w Jugosławii do 1963 roku pod nazwą Cer.

## Historia służby
SM Tb (Torpedowiec Jego Cesarskiej Mości) 87 F wodowano 20 marca 1915 roku i wszedł do służby w marynarce Austro-Węgier 25 października 1915 roku, jako szósty okręt typu Tb 82 F. 21 maja 1917 roku nazwę skrócono do SM Tb 87. Służył bojowo podczas I wojny światowej.
Tb 87 przetrwał wojnę, po czym w ramach podziału floty Austro-Węgier w 1920 roku przyznano go Jugosławii, dokąd trafił w 1921 roku (wraz z bliźniaczymi Tb 93, 96, i 97 oraz czterema torpedowcami zbliżonego typu Tb 74T, stanowiąc jedyne nowoczesne okręty jugosłowiańskie). Po wcieleniu do marynarki jugosłowiańskiej (Jugoslovenska mornarica) otrzymał nazwę T 5.
W kwietniu 1941 roku, po inwazji na Jugosławię, został zdobyty przez wojska włoskie i wcielony do marynarki włoskiej (Regia Marina) z zachowaniem nazwy T 5. Po kapitulacji Włoch we wrześniu 1943 roku, zdołał ewakuować się pod kontrolę aliantów na Maltę. Został następnie pod koniec 1943 roku zwrócony emigracyjnej marynarce jugosłowiańskiej u boku aliantów.
Po wojnie kontynuował służbę w marynarce Jugosławii pod nazwą „Cer”. Został wycofany i złomowany w 1963 roku, jako ostatni przedstawiciel typu Tb 82 F.

## Opis
Tb 87 F wyposażony był w dwa kotły parowe typu Yarrow, współpracujące z dwoma turbinami parowymi AEG-Curtiss. Okręt uzbrojony był początkowo w dwie armaty kalibru 66 mm L/30, pojedynczy karabin maszynowy Schwarzlose oraz dwie podwójne wyrzutnie torped kalibru 450 mm. Od 1917 roku rufową armatę 66 mm mocowano na okrętach tego typu na podstawie umożliwiającej prowadzenie ognia do celów powietrznych.
W Jugosławii w okresie międzywojennym zamieniono armaty na działa uniwersalne 66 mm L/45 Skoda i dodano drugi karabin maszynowy. Załogę stanowiły 52 osoby.
W służbie włoskiej najprawdopodobniej wzmocniono uzbrojenie przeciwlotnicze, m.in. dodając działka 20 mm, kosztem całości lub części uzbrojenia torpedowego.
Po II wojnie światowej, w Jugosławii, uzbrojenie okrętu stanowiły 2 działka plot 40 mm (2 x I) i 1 działko 20 mm, bez wyrzutni torped.